# MT9
MT9 (znany też jako Music 2.0) – format przechowywania audio opracowywany przez koreański Instytut Elektroniki i Telekomunikacji. Promuje go firma Audizen. Charakterystyczną cechą nowego formatu jest możliwość nagrywania sześciu ścieżek audio (dla wokalu, chóru, pianina, gitary, gitary basowej i perkusji), które później można dowolnie wyciszać.
Aktualna wersja formatu nie posiada implementacji mechanizmów DRM.